# Beekbergen (gemeente)
Beekbergen was een gemeente in het departement Boven-IJssel en na 1814 in de provincie Gelderland die tussen 1812 en 1818 bestond. De gemeente omvatte naast het huidige grondgebied van Beekbergen ook Engeland, Lieren, Ugchelen, Oosterhuizen, Woeste Hoeve, Hoenderloo, De Krim en delen van Hoog Buurlo, Klarenbeek en zuidelijk Apeldoorn. De gemeente ontstond op 1 januari 1812 door het instellen van de gemeentes, toen het huidige Nederland onderdeel was van het Eerste Franse Keizerrijk. Op 1 januari 1818 ging de gemeente Beekbergen tegelijkertijd met de gemeente Loenen op in de gemeente Apeldoorn.
Beekbergen beschikte niet over een eigen wapen.